# NX徳通
NX徳通株式会社（エヌエックスとくつう）は、徳島県徳島市に本社を置く、NXグループの物流会社である。
2022年1月、日本通運の単独株式移転による持株会社制への移行及びグループブランド「NX」の導入に伴い、徳島通運株式会社（とくしまつううん）から社名変更された。

## 概要
貸切トラックによる自動車輸送を主な業務とする。
その他にも、工場・事務所の移転、大型機械の設置に伴う重量品輸送、JRコンテナや海上コンテナによるコンテナ輸送、引越業や倉庫業などを展開している。
現在、14箇所の事務所と、236台の自動車を保有している。

## 関連会社
- NX阿波合同株式会社